# Den Kongelige Ballet
Den Kongelige Ballet er et internationalt anerkendt klassisk balletkompagni, baseret på Det Kongelige Teater i København. Det er et af de ældste balletkompagnier i verden, og stammer fra 1748, da Det Kongelige Teater blev stiftet. 
Den Kongelige Ballet blev endeligt organiseret i 1771 som en reaktion på den store popularitet der var for franske og italienske stilarter af dans. Balletkompagni blev grundlagt med åbningen af Det Kongelige Teater, som har tjent som hjemsted for balletten siden den tid. Det Kongelige Teaters Balletskole blev grundlagt i 1771 af den franske Hofdansemester Pierre Laurent, den italienske balletmester Vincenzo Galeotti videre udviklede den og August Bournonville grundlagde kompagniets Bournonville-tradition fra den romantiske periode.

## Historie
Fra starten ansatte Den Kongelige Ballet nogle af de førende franske og italienske dansere og koreografer. Det Kongelige Teaters Balletskole grundlagdes i 1771 for at levere indfødte dansere.
Et par år efter balletskolens grundlæggelse debuterede Anine Frølich som en af de første. 
En af de tidlige balletmestre, Vincenzo Galeotti, anses for at være den egentlige grundlægger af Den Kongelige Ballet. Han var balletmester fra 1775 frem til sin død i 1816, og  indførte ballet d'action og forberedte den romantisk ballet. Vincenzo Galeottis ballet Amors og Balletmesterens Luner fra 1786 er stadig en del af balletkompagniets repertoire. Det er verdens ældste ballet, som stadig udføres med sin oprindelige koreografi.
En anden væsentlig balletmester i balletkompagniet var den danske danser August Bournonville, som er et centralt navn i dansk ballethistorie. Den Kongelige Ballets internationale ry skyldes først og fremmest det repertoire han efterlod.

## Balletmestre
- 1748-1753 Des Larches
- 1755-1756 Neudin
- 1756-1763 Antonio Como
- 1763-1767 Antonio Sacco
- 1767-1768 Jean Baptiste Martin
- 1768-1770 Innocente Gambuzzi
- 1770-1771 Martini
- 1771-1772 Vincenzo Piatolli
- 1772-1773 Domenico Andriani
- 1773-1775 Vincenzo Piatolli
- 1775-1816 Vincenzo Galeotti
- 1816-1823 Antoine Bournonville
- 1823-1830 Pierre Larcher
- 1836-1862 August Bournonville
- 1862-1863 Gustave Carey
- 1863-1877 August Bournonville (igen)
- 1877-1890 Ludvig Gade
- 1890-1894 Emil Hansen
- 1894-1915 Hans Beck
- 1915-1928 Gustav Uhlendorff
- 1928-1930 Kaj Smith
- 1930-1932 Victor Schiøler
- 1932-1951 Harald Lander
- 1951-1956 Niels Bjørn Larsen (konstitueret 1951-53)
- 1956-1958 Frank Schaufuss
- 1958-1960 Henning Rohde
- 1961-1965 Niels Bjørn Larsen (igen)
- 1966-1978 Flemming Flindt
- 1978-1985 Henning Kronstam
- 1985-1994 Frank Andersen
- 1994-1995 Peter Schaufuss
- 1995-1997 Johnny Eliasen
- 1997-1999 Mariana Gielgud
- 1999-2002 Aage Thordal-Christensen
- 2002-2008 Frank Andersen (igen)
- 2008-2024 Nikolaj Hübbe
- 2024-         Amy Watson